# As Leoas
As Leoas foi um girl group brasileiro formado em 2005 pelas assistentes de palco do programa Boa Noite Brasil, apresentado por Gilberto Barros. A formação original era composta por Raquelly (Raquel Mel) como vocalista e Adriana Alves, Andréia Oliveira, Aline Coutt, Celia Menezes, Daniela Sena, e Meire Paes como dançarinas. Em 2012 chegou a ter uma nova formação com outras integrantes.

## Álbum
No ano de 2005, as Leoas lançaram o álbum "Marcas de Batom", emplacando o hit "Emboladeira", que chegou a figurar ainda no álbum "Jaguariúna Rodeio Internacional 2006". A segunda música de trabalho, "Chorar de Saudade", apareceu ainda no álbum "Forró do Leão".

### Faixas
Lista de faixas:
| N.º            | Título                                            | Compositor(es)                              | Duração |  |
| 1.             | "Marcas de Batom"                                 | Waldir Luz                                  | 2:58    |  |
| 2.             | "Chorar de Saudade"                               | Meg Evans                                   | 3:38    |  |
| 3.             | "Emboladeira"                                     |                                             | 3:16    |  |
| 4.             | "De Coração pra Coração (part. da Banda Calypso)" | Robson Jorge, Maura Motta, Lincoln Olivetti | 3:34    |  |
| 5.             | "Se Não for por Amor"                             |                                             | 3:59    |  |
| 6.             | "Querer"                                          |                                             | 3:33    |  |
| 7.             | "Mauricinho"                                      |                                             | 3:28    |  |
| 8.             | "Não Diga que Me Ama"                             |                                             | 3:17    |  |
| 9.             | "Fogo de Amor"                                    |                                             | 2:50    |  |
| 10.            | "Te Querer"                                       |                                             | 3:15    |  |
| Duração total: | Duração total:                                    | Duração total:                              | 33:48   |  |